# Decreto Berlusconi
Decreto Berlusconi è una locuzione che indica tre decreti legge emanati in Italia tra il 1984 e il 1985 dal governo Craxi I.
Le norme contenevano una serie di norme a carattere transitorio, emanate in attesa della stesura di una legge generale di riordino del sistema radiotelevisivo, che avvenne nel 1990 con la promulgazione della legge Mammì.

## Cronologia
Tra il 13 e il 16 ottobre 1984, a seguito delle denunce della RAI, dell'emittente franco-monegasca Telemontecarlo e dell'Associazione nazionale teleradio indipendenti (ANTI), i pretori di tre città, Torino, Pescara e Roma, emanarono alcuni decreti ingiuntivi ordinando la sospensione dell'interconnessione dei ripetitori delle emittenti televisive del Gruppo Fininvest: Canale 5 (fondata nel 1980), Italia 1 (acquisita dalla Rusconi il 1º gennaio 1983) e Rete 4 (acquisita dalla Mondadori il 27 agosto 1984), limitatamente alle regioni di loro competenza poiché secondo i magistrati il sistema d'interconnessione simultanea regionale, attraverso l'utilizzo di videocassette, avrebbe violato l'articolo 195 del D.P.R. 29 marzo 1973, n. 156, che puniva a titolo di contravvenzione chi «stabilisce od esercita un impianto di telecomunicazioni senza aver prima ottenuto la relativa concessione, o l'autorizzazione» amministrativa.
L'importanza politica della materia fu dimostrata dal fatto che quattro giorni dopo il governo intervenne affinché le TV private del gruppo Fininvest potessero continuare a trasmettere su tutto il territorio nazionale. Il provvedimento emanato dal governo Craxi I fu un decreto legge con quale venne riconosciuto a tutte le emittenti private il diritto di trasmettere con gli impianti in funzione al 1º ottobre 1984, anche diffondendo il segnale in ambiti ultralocali (art. 3). Il 25 ottobre la Camera dei deputati, chiamata a pronunciarsi a scrutinio segreto, ne riconobbe la costituzionalità. Il 29 iniziò la discussione presso le Commissioni affari costituzionali e trasporti della Camera, ma il 28 novembre il decreto, soprannominato «decreto Berlusconi», fu bocciato dalla Prima commissione. 
Il successivo 4 dicembre i pretori di Roma e Torino oscurarono nuovamente le reti Canale 5, Italia 1 e Retequattro, scatenando proteste e polemiche tanto che, il giorno dopo, la maggioranza decise di reiterare il provvedimento (decreto legge 6 dicembre 1984, n. 807). Soprannominato «Berlusconi bis», l'esecutivo lo presentò alla Camera per l'approvazione e, ponendo su di esso la questione di fiducia, il 4 febbraio 1985 ne ottenne la conversione in legge.
Poiché le norme del secondo decreto ebbero un'efficacia limitata a sei mesi, il 1º giugno 1985 fu votato il Berlusconi ter (un decreto di un solo articolo) per prorogare il regime transitorio fino al 31 dicembre 1985; il provvedimento venne poi convertito in legge il 1º agosto 1985.
Il 13 dicembre l’VIII sez. pen. del Tribunale di Roma in secondo grado assolveva le reti televisive del gruppo Fininvest per le trasmissioni irradiate su tutto il territorio nazionale “perché il fatto non costituisce reato”, ribaltando la sentenza emessa nel luglio 1984 dalla Pretura di Roma.
Nel 1988, nel corso di un giudizio iniziato dalla Rai contro Canale 5, Italia 1, Rete 4, Telemontecarlo e molte altre reti private, la Corte Costituzionale dichiarò incostituzionale il decreto senza però annullare la legge in quanto trovava una base giustificativa nella sua provvisorietà, in attesa che una futura legge generale sul sistema radiotelevisivo potesse intervenire per disciplinare il regime radiotelevisivo. In seguito, la legge Mammì del 6 agosto 1990 colmerà il vuoto normativo.

## Le norme
I provvedimenti normativi, emanati nel biennio 1984/1985, furono in tutto tre:
1. decreto legge 20 ottobre 1984, n. 694, (decreto Berlusconi) decaduto per mancata conversione;[8]
2. decreto legge 6 dicembre 1984, n. 807, convertito in legge 4 febbraio 1985, n. 10 (decreto Berlusconi bis)[9]
3. decreto legge 1º giugno 1985, n. 223 (decreto Berlusconi ter) convertito in legge 2 agosto 1985, n. 397.[10]

## La trattativa politica
Al tempo in cui si svolsero i fatti il governo era presieduto da Bettino Craxi (PSI) e il partito di maggioranza in parlamento era la Democrazia Cristiana. Il PCI era il principale partito d'opposizione. Il responsabile del settore stampa e propaganda del partito comunista era Achille Occhetto; il suo vice era Walter Veltroni.

Quando, all'inizio di dicembre, la magistratura romana e quella torinese rinnovarono il provvedimento di sequestro degli impianti di interconnessione dei tre network della Fininvest, con la concreta prospettiva che ciò si ripetesse, a catena, anche nelle altre regioni, il PSI e la destra Dc attaccarono la magistratura, mentre il resto della DC si mostrò attendista.

Da parte sua, il PCI vide l'occasione per ottenere la Terza rete Rai e qualche altro beneficio. In pochi giorni si svilupparono serrate trattative tra maggioranza ed opposizione. Spuntò l'ipotesi di un baratto: la regolarizzazione delle emittenti della Fininvest in cambio del passaggio di Rai 3 sotto il controllo del PCI. In cambio del controllo della Terza rete Rai con annesso Tg3, Occhetto garantì che il suo partito non si sarebbe messo di traverso all'approvazione in tempo utile del decreto-Berlusconi.

Il 6 dicembre 1984 fu approvato il secondo decreto Berlusconi. Contenne la sintesi della trattativa partitocratica: insieme alla regolarizzazione delle reti di Berlusconi, il provvedimento introdusse una nuova normativa per il vertice Rai (il rafforzamento dei poteri del direttore generale) che assecondò in buona parte le richieste del PCI.

Il 10 gennaio 1985 si arrivò alla fase finale della trattativa: Rai 3 venne data in appalto al PCI, il quale s'impegnò a cessare la sua opposizione di principio all'esistenza di un network privato in grado di trasmettere in interconnessione su tutto il territorio nazionale.